# Jubilee TT
De Jubilee TT (officieel: Schweppes Jubilee TT) was een race tijdens de TT van Man van 1977. De race werd georganiseerd ter gelegenheid van het zilveren jubileum van koningin Elizabeth II. Ze werd gesponsord door Schweppes.
In 1977 verloor de TT van Man vanwege het gevaarlijke circuit haar WK-status. Dat betekende ook dat de Auto-Cycle Union nu afwijkende klassen kon invoeren. Alleen de Senior TT bleef de 500cc-klasse, alle andere klassen weken af van het wereldkampioenschap. De Formula One TT stond open voor motorfietsen tot 1.000 cc en werd verreden over 4 ronden op de 60 km lange Snaefell Mountain Course. De Jubilee TT werd volgens hetzelfde reglement verreden, maar stond open voor echte racemotoren, zoals de Yamaha TZ 750 en de tot ca. 650 cc opgeboorde Suzuki RG 500's.
De Jubilee TT werd gewonnen door de jonge Joey Dunlop, die pas in 1976 zijn debuut op het eiland Man had gemaakt. Toen kon hij nog niet veel indruk maken: hij startte in vier klassen maar zijn beste resultaat was de zestiende plaats in de Junior TT. In de volgende jaren zou hij uitgroeien tot de meest legendarische coureur van de TT van Man: Joey Dunlop scoorde in totaal een recordaantal van 26 overwinningen. In 2000 won hij nog drie klassen, maar in dat jaar verongelukte hij tijdens een race in Tallinn (Estland).
In de Jubilee TT bouwde Dunlop een voorsprong op van 50 seconden, waardoor hij tijd had om op Parliament Square in Ramsey even te stoppen om zijn achterband te inspecteren omdat hij grip begon te verliezen.
De Jubilee TT ging niet zozeer de geschiedenis in als herinnering aan het jubileum van koningin Elizabeth, maar meer als de eerste overwinning van Joey Dunlop.

## Winnende machine
Joey Dunlop won de race op een Yamaha TZ 700, een al verouderde motor die Yamaha voor meer draagkrachtige coureurs al had vervangen door de TZ 750. Dunlop had de motor overgenomen van Pat Mahoney, die na een crash op Brands Hatch zijn racecarrière had moeten beëindigen. Joey Dunlop wilde het vermogen van de TZ 750, maar die machine stond bekend om zijn slechte rijeigenschappen. Hij liet het 700cc-blok van Mahoney door Jim en Merbyn Scott in een Seeley-frame bouwen. Dat frame was eigenlijk bedoeld voor een Suzuki RG 500, maar het werd aangepast met een langere swingarm en een grotere veerweg voor het hobbelige stratencircuit op Man. Tom Herron bracht van de Daytona 200 en setje Morris-gietwielen mee om de spaakwielen te vervangen. De machine leverde 130 pk en had met de aan het circuit aangepaste gearing een topsnelheid van 282 km/h.

## Uitslag Jubilee TT
| Pos | Coureur          | Merk              | Snelheid   | Tijd      |
| --- | ---------------- | ----------------- | ---------- | --------- |
| 1   | Joey Dunlop      | Rea-Seeley-Yamaha | 108.86 mph | 1:23.10.6 |
| 2   | George Fogarty   | Suzuki            | 107.75 mph | 1:24.02.2 |
| 3   | Steve Tonkin     | Yamaha            | 107.14 mph | 1:24.31.0 |
| 4   | Bill Smith       | Suzuki            | 106.78 mph | 1:24.48.0 |
| 5   | Derek Huxley     | Yamaha            | 105.30 mph | 1:25.59.4 |
| 6   | Jack Findlay     | Yamaha            | 104.58 mph | 1:26.35.2 |
| 7   | Derek Chatterton | Suzuki            | 104.53 mph | 1:26.37.4 |
| 8   | Denis Casement   | Yamaha            | 104.04 mph | 1:27.01.8 |
| 9   | Neil Tuxworth    | Yamaha            | 103.44 mph | 1:27.32.4 |
| 10  | James Scott      | Yamaha            | 103.33 mph | 1:27.37.8 |

## Golden Jubilee TT en Diamond Jubilee TT
De Isle of Man TT had al eerder Jubilee TT's gekend, niet vanwege koninklijke jubilea, maar vanwege de jubilea van het evenement zelf. De Golden Jubilee TT werd verreden in 1957 en de Diamond Jubilee TT in 1967.